# Bodenläuse
Die Bodenläuse (Zoraptera) sind eine der kleinsten Ordnungen der Insekten. Die etwa 40 rezenten Arten und die meisten der etwa 10 bekannten fossilen Arten dieses Taxons werden bisher sämtlich der Familie Zorotypidae und der Gattung Zorotypus zugeordnet. Bodenläuse bilden subsoziale Kolonien aus zahlreichen miteinander vergesellschafteten Imagines und Larven. Sie leben vor allem in den Tropen, wenige Arten dringen in subtropische, gelegentlich bis in temperate Breiten vor.

## Merkmale
Bodenläuse sind kleine Insekten, sie erreichen eine Körperlänge von 1,5 bis 2,5 Millimeter. Alle Arten treten in zwei Morphen auf: Einige wenige Individuen besitzen Augen und Flügel; diese dienen der Ausbreitung und der Gründung neuer Kolonien; nachdem sie einen Ort für eine neue Kolonie gefunden haben, werfen sie ihre Flügel ab. Die Mehrzahl der Individuen ist flügel- und augenlos und verlässt niemals die unterirdischen Verstecke. Die Tiere der geflügelten Morphe sind braun bis schwarz gefärbt, diejenigen der flügellosen Morphen mehr oder weniger unpigmentiert und weißlich gefärbt. Die Tiere sind relativ dicht kurz behaart.
Der relativ große Kopf ist in Aufsicht etwa dreieckig und etwa so breit wie lang, er ist etwas hängend, die Mundwerkzeuge zeigen nach vorn (orthognath). Geflügelte Tiere besitzen Facettenaugen, diese sind mäßig groß mit auffallend großen Ommatidien, zusätzlich sind drei Ocellen vorhanden. Die Tiere der ungeflügelten Morphen sind völlig augenlos. Der Clypeus der Kopfkapsel ist in einen transparenten Anteclypeus und einen nach hinten stark verengten Postclypeus getrennt, der ohne Naht in die Frons übergeht. Er wird eingeengt durch die Antennengruben, die nahe beieinander liegen, sie sind weniger als ihr Durchmesser voneinander getrennt. Die Antennen sind fadenförmig und bestehen aus neun Gliedern, sie sind etwa so lang wie Kopf und Thorax zusammen. An den Mundwerkzeugen ist das Labrum rückziehbar. Die kauend-beißenden Mandibeln sind an der Spitze gezähnt, im basalen Abschnitt besitzen sie eine breite Kaufläche (Molarregion), ein beweglicher fingerförmiger Anhang (Prostheca) ist vorhanden. Das letzte Glied der Taster von Maxillen und Labium ist stark verlängert und dicht mit Sinneshaaren besetzt.
Am Rumpfabschnitt ist der Prothorax etwas kleiner als der Kopf, er ist größer als der mittlere Mesothorax, der hintere Metathorax ist der kleinste Abschnitt. Das Pronotum ist relativ groß und an den Seiten sattelförmig herabgezogen, es ist in Aufsicht abgerundet rechteckig. Die langen und schlanken Beine sind als Laufbeine ausgebildet. Die Hinterschenkel sind verdickt, sie tragen ein Borstenreihe, die mit einer ähnlichen Reihe auf den Schienen zusammenwirkt. Der Tarsus besteht aus zwei Gliedern mit zwei Krallen. Bei geflügelten Exemplaren sind die Vorderflügel merklich größer als die Hinterflügel. Die Flügeladerung ist stark reduziert, wobei die Vorderflügel nur zwei Längsadern besitzen und mit einem kräftigen Pterostigma ausgestattet sind, der kleinere Hinterflügel enthält nur eine gegabelte Längsader.  Die Flügelfläche ist behaart und am Rande bewimpert, die Flügelbasis ist gestielt.
Der Hinterleib ist walzenförmig und schließt breit und ohne Einschnürung an den Rumpfabschnitt an, er besteht aus elf Segmenten, deren hintere aber sehr klein sind. An den Seiten des neunten Tergits sitzt jederseits ein kleiner, eingliedriger Cercus. Beim Männchen sind die Tergite acht bis elf artspezifisch kompliziert umgewandelt, sie dienen bei der Paarung als Kopulationsorgane. Bei den Weibchen bildet der achte Sternit eine Subgenitalplatte, der Ovipositor ist rückgebildet.
Ordnungstypische Merkmale (Autapomorphien) sind die eingliedrigen Cerci beider Geschlechter sowie das Fehlen eines Legerohres (Ovipositor) beim Weibchen. Auch der Dimorphismus zwischen geflügelten und ungeflügelten Morphen wird als Autapomorphie gewertet.
Bodenläuse ähneln bei oberflächlicher Betrachtung den Staubläusen, mit denen sie aber nicht näher verwandt sind.

## Lebensweise
Alle Arten sind Saprophage, sie ernähren sich vorwiegend von Pilzgewebe (Mycelien) und Sporen. Daneben verwerten sie opportunistisch weitere Nahrungsquellen wie etwa tote Arthropoden. Außerdem sind sie vermutlich Prädatoren kleiner Arthropoden wie Milben, im Labor wurde beobachtet, wie sie recht effektiv Springschwänze jagten. Sie leben unter der Rinde von abgestorbenen Bäumen (Totholz), oft in Galerien oder Hohlräumen, die ursprünglich von holzfressenden Arten wie Termiten angelegt wurden. Sie bilden kleine Kolonien, die 15 bis 120 Einzeltiere und Nymphen umfassen und sich dort befinden, wo sie kein Sonnenlicht erreicht. Das Zusammenleben in Kolonien scheint für die Tiere förderlich, einzeln lebende gehen meist rasch zugrunde. Gegenseitige Körperpflege („grooming“) ist verbreitet, nicht aber weiteres soziales Verhalten wie gegenseitige Fütterung oder Hilfe bei der Jungenaufzucht.  Bei der Kopulation überträgt das Männchen eine große Spermatophore, die sowohl als Nahrungsvorrat für das Weibchen dient als auch andere Männchen an einer späteren Paarung hindern soll. Weibchen der Bodenläuse legen relativ wenige, aber sehr große Eier, deren Durchmesser beinahe die Ausmaße des Hinterleibs des Weibchens erreicht. Die Eier benötigen etwa 6 bis 9 Wochen Entwicklungszeit. Bei der neotropischen Zorotypus gurneyi sind sowohl zweigeschlechtliche als auch rein weibliche Populationen gefunden worden, diese vermehren sich durch (thelytoke) Parthenogenese. Die ersten Nymphen sind augenlos mit achtgliedrigen Antennen. Später kommen nebeneinander Nymphen mit und ohne Flügelscheiden vor. Es werden drei bis fünf Stadien durchlaufen, nach den wenigen vorliegenden Beobachtungen in einem bis zwei Monaten. Die Imagines leben offenbar wenige Monate lang.  Die Produktion von geflügelten Tieren soll dann einsetzen, wenn sich die Lebensbedingungen in der Kolonie, z. B. durch Nahrungsmangel, verschlechtern.

## Verbreitung
Bodenläuse leben ausschließlich in den Tropen und Subtropen, wobei sowohl Amerika wie Asien besiedelt sind. Einige ozeanische Inseln, auch sehr isolierte wie Galapagos, Hawaii, Fiji und Mauritius besitzen jeweils eine eigene Art. Die nördlichsten Vorkommen reichen bis Tibet und in die USA. Die nördlichsten Populationen der amerikanischen Zorotypus hubbardi, bis Indiana, Iowa und Illinois, könnten auf Sägemehl-Haufen mit interner Wärmeentwicklung durch den Rotteprozess angewiesen sein. Obwohl Arten auf Neuseeland und auf Neubritannien gefunden worden sind, fehlen bis heute Nachweise aus Australien.

## Systematik
Die Bodenläuse wurden erst 1913 durch Filippo Silvestri neu entdeckt und beschrieben, nachdem er die erste Art Zorotypus guineensis in Ghana entdeckt hatte. Da ihm zunächst nur ungeflügelte Tiere vorlagen, benannte er sie nach altgriechisch zoros (rein, unvermischt), a- (ohne) und pteros (Flügel) Zoraptera, also „die rein Flügellosen“.
Die Position der Bodenläuse in der Systematik der Insekten ist weitgehend ungeklärt. Die zahlreichen einander widersprechenden Versuche, die Gruppe ins System einzusortieren, haben sogar zum Ausdruck „Zoraptera-Problem“ geführt. Die verbreitete Ansicht sieht in den Tarsenspinnern die Schwestergruppe. Diese ebenfalls auf warme Klimazonen beschränkte und weitgehend unbekannte Insektengruppe teilt mit den Bodenläusen eine Vielzahl von Merkmalen, unter anderem anatomische Eigenschaften der Flügel, das Kolonienleben und das Auftreten geflügelter und ungeflügelter Morphen. Starke Unterstützung erhält diese Gruppierung durch den besonderen Bau des Flügelgelenks, der nur diesen beiden Gruppen gemeinsam ist. Hennig 1953, dem Klausnitzer folgt, stellen die Bodenläuse dagegen die Schwestergruppe der zu den Acercia zusammengefassten Gruppen (Staubläuse, Tierläuse, Fransenflügler und Schnabelkerfe) dar und bilden mit ihnen die Paraneoptera. Sie teilen mit ihnen als gemeinsame Merkmale (mögliche Synapomorphien) eine Verschmelzung der Bauchganglienkette und eine Reduzierung der Malpighischen Gefäße und der Tarsenglieder. Im Gegensatz zu den Bodenläusen zeichnen sich diese Gruppen allerdings durch das Fehlen von Cerci sowie die Umbildung der Mundwerkzeuge in einen Stechapparat aus. Die Gruppierung mit den Paraneoptera wird auch aufgrund der Anatomie des Kopfes unterstützt. Auf der Basis einer Metaanalyse verschiedener morphologischer Untersuchungen stehen die Bodenläuse wiederum in engerer Verwandtschaft zu den Schaben, Termiten und Fangschrecken. Molekularbiologische Untersuchungen, anhand des Vergleichs homologer DNA-Abschnitte sehen die Zoraptera als Schwestergruppe des Verwandtschaftskreises der Polyneoptera. Eine neue genetische Analyse ermittelt als Schwestergruppe die Dermaptera (Ohrwürmer), mit denen sie gemeinsam an der Basis der Polyneoptera stünden.
Innerhalb der Bodenläuse werden etwa 40 Arten unterschieden, die bisher alle einer einzigen Gattung zugeordnet werden. In der folgenden Tabelle (Stand 2004) sind alle bis dahin bekannten Arten aufgelistet. Seither wurde eine Reihe weiterer Arten neu beschrieben.
| - Zorotypus amazonensis Rafael & Engel, 2006 - Zorotypus barberi Gurney, 1938 - Zorotypus brasiliensis Silvestri, 1947 - Zorotypus buxtoni Karny, 1932 - Zorotypus caudelli Karny, 1927 - Zorotypus caxiuana Rafael, Godoi & Engel, 2008 - Zorotypus ceylonicus Silvestri, 1913 - Zorotypus congensis Ryn-Tournel, 1971 - Zorotypus cramptoni Gurney, 1938 - Zorotypus delamarei Paulian, 1949 - Zorotypus guineensis Silvestri, 1913 - Zorotypus gurneyi Choe, 1989 - Zorotypus hamiltoni New, 1978 - Zorotypus hubbardi Caudell, 1918 - Zorotypus huxleyi Bolivar y Pieltain & Coronado, 1963 - Zorotypus javanicus Silvestri, 1913 - Zorotypus juninensis Engel, 2000 - Zorotypus lawrencei New, 1978 - Zorotypus leleupi Weidner, 1976 - Zorotypus longicercatus Caudell, 1927 - Zorotypus manni Caudell, 1923 - Zorotypus medoensis Huang, 1978 - Zorotypus mexicanus Bolivar y Pieltain, 1940 - Zorotypus neotropicus Silvestri, 1916 - Zorotypus newi (Chao & Chen, 2000) - Zorotypus philippinensis Gurney, 1938 - Zorotypus shannoni Gurney, 1938 - Zorotypus silvestrii Karny, 1927 - Zorotypus sinensis Huang, 1974 - Zorotypus snyderi Caudell, 1920 - Zorotypus swezeyi Caudell, 1922 - Zorotypus vinsoni Paulian, 1951 - Zorotypus weidneri New, 1978 - Zorotypus zimmermani Gurney, 1939 |

Für einige kreidezeitliche fossile Arten wurde von Michael S. Engel eine Untergattung Octozoros eingeführt. Andere Bearbeiter unterscheiden hier auch eigene Gattungen. Engel und Grimaldi richteten für eine kreidezeitliche Art mit zahlreichen plesiomorphen Merkmalen, Xenozorotypus burmiticus, eine eigenständige Gattung ein.

### Revision durch Kočárek, Horká und Kundrata 2020
In einer 2020 erschienenen Revision der Zoraptera, basierend auf einer Neuanalyse morphologischer und genetischer Merkmale der meisten Arten schlagen diese Autoren eine neue Systematik der Gruppe vor, bei der die bisherige Familie Zorotypideae und auch die Gattung Zorotypus aufgespalten werden. Die neu umschriebene Familie Zorotypidae und die neue Familie Spriralizoridae können morphologisch anhand der Struktur der männlichen Begattungsorgane unterschieden werden. Diese sind bei den Spiralizoridae symmetrisch gebaut, bei den Zorotypidae stark asymmetrisch. Innerhalb der Zorotypidae unterscheiden sie für eine neue Gattung Spermozoros, die eine Reihe orientalischer Arten umfasst, außerdem eine monotypische Unterfamilie Spermozorinae.
Es ergäbe sich die folgende Systematik:
- Familie Zorotypidae
  - Unterfamilie Zorotypinae
    - Gattung Zorotypus Silvestri, 1913, mit den Arten Zorotypus guineensis Silvestri, 1913; Zorotypus asymmetristernum Mashimo, 2019; Zorotypus delamarei Paulian, 1949; Zorotypus vinsoni Paulian 1951; Zorotypus shannoni Gurney, 1938; Zorotypus amazonensis Rafael & Engel, 2006; Zorotypus caxiuana Rafael, Godoi & Engel, 2008. Afrotropisch (inkl. Madagaskar), Neotropisch
    - Gattung Usazoros Kukalova-Peck & Peck, 1993, mit der einzigen Art Usazoros hubbardi (Caudell, 1918). Nearktisch (Nordamerika).

  - Unterfamilie Spermozorinae Kočárek, Horká & Kundrata 2020
    - Gattung Spermozoros Kočárek, Horká & Kundrata 2020 mit den Arten Spermozoros asymmetricus (Kočárek, 2017), Spermozoros medoensis (Huang, 1976), Spermozoros weiweii (Wang, Li & Cai, 2016),  Spermozoros impolitus (Mashimo, Engel, Dallai, Beutel & Machida 2013),  Spermozoros huangi (Yin & Li, 2017),  Spermozoros sinensis (Huang, 1974). Orientalis: China, Malaysia, Indonesien.
- Familie Spiralizoridae Kočárek, Horká & Kundrata 2020
  - Unterfamilie Latinozorinae Kočárek, Horká & Kundrata 2020
    - Gattung Latinozoros Kukalova-Peck & Peck, 1993, mit der Art Latinozoros barberi (Gurney, 1938) und weiteren, bisher noch unbeschriebenen Arten. Neotropis, einschließlich Mittelamerika.

  - Unterfamilie Spiralizorinae Kočárek, Horká & Kundrata 2020
    - Gattung Spiralizoros Kočárek, Horká & Kundrata 2020, mit den Arten Spiralizoros cervicornis (Mashimo, Yoshizawa & Engel, 2013),Spiralizoros caudelli (Karny, 1922),Spiralizoros hainanensis (Yin, Li & Wu, 2015), Spiralizoros magnicaudelli (Mashimo, Engel, Dallai, Beutel & Machida, 2013), Spiralizoros silvestrii (Karny, 1927), Spiralizoros ceylonicus (Silvestri, 1913), Spiralizoros philippinensis (Gurney, 1938), Spiralizoros buxtoni (Karny, 1932). Orientalis: China, Vietnam, Malaysia, Indonesien (Kalimantan, Sumatra, Java), Sri Lanka, Philippinen.
    - Gattung Centrozoros Kukalova-Peck & Peck, 1993, mit den Arten Centrozoros snyderi (Caudell, 1920), Centrozoros cramptoni (Gurney, 1938); Centrozoros gurneyi (Choe, 1989); Centrozoros hamiltoni (New, 1978); Centrozoros mexicanus (Bolívar y Pieltain, 1940); Centrozoros neotropicus (Silvestri, 1916); Centrozoros manni (Caudell, 1923). Nearktis und Neotropis.
    - Gattung Brazilozoros Kukalova-Peck & Peck, 1993, mit den Arten Brazilozoros brasiliensis (Silvestri, 1947), Brazilozoros weidneri (New, 1978), Brazilozoros huxleyi (Bolívar y Pieltain & Coronado, 1963). Neotropis (Brasilien, Peru, Guyana, Ecuador).

Eine Reihe früher beschriebener, wenig bekannter Arten wurden bisher nicht einer der neuen Gattungen zugeordnet.
Ob das neue System sich in der Wissenschaft durchsetzt, ist abzuwarten.

## Fossilbericht
Aus Funden im Bernstein sind Bodenläuse seit der frühen Kreide belegt. Die damaligen Vertreter sahen den heutigen Bodenläusen bereits sehr ähnlich, so dass die meisten in die rezente Gattung Zorotypus gestellt worden sind. Auch sie traten ebenfalls in zwei Morphen auf und wurden nur in tropischen Gegenden gefunden, so dass davon ausgegangen wird, dass sich die Bodenläuse in den seither vergangenen Jahrmillionen so gut wie nicht verändert haben. Da Bernsteine mit Insekteneinschlüssen aus früheren Zeitaltern als der Kreide so gut wie nie gefunden werden, ist unbekannt, wann diese Tiergruppe erstmals aufgetreten ist.

## Belege
1. 1 2 3 4 5 6  Y. Mashimo, Y. Matsumura, R. Machida, R. Dallai, M. Gottardo, K. Yoshizawa F. Friedrich, B. Wipfler, R.G. Beutel (2014): 100 years Zoraptera—a phantom in insect evolution and the history of its investigation. Insect Systematics & Evolution 45 (4): 371–393. doi:10.1163/1876312X-45012110
2. 1 2 3  Rolf G. Beutel, Frank Friedrich, Si-Qin Ge, Xing-Ke Yang: Insect Morphology and Phylogeny. Walter de Gruyter, Berlin und Boston 2014. ISBN 978-3-11-026263-6. Kapitel 6.13 Zoraptera, S. 257 ff.
3. ↑  Ordnung Zoraptera (Memento vom 11. Mai 2008 im Internet Archive) bei faunistik.net der kleinere Hinterflügel enthält nur eine gegabelte Längsader.
4. 1 2  Bernhard Klausnitzer: Zoraptera, Bodenläuse. In Westheide, Rieger (Hrsg.): Spezielle Zoologie Teil 1: Einzeller und Wirbellose Tiere. Gustav Fischer Verlag, Stuttgart, Jena 1997; Seiten 646–647.
5. ↑  Michael S. Engel (2007): The Zorotypidae of Fiji (Zoraptera). Fiji Arthropods VII. Edited by Neal L. Evenhuis & Daniel J. Bickel. Bishop Museum Occasional Papers 91: 33–38.
6. ↑  Garland T. Riegel (1963): The Distribution of Zorotypus hubbardi (Zoraptera). Annals of the Entomological Society of America, Volume 56, Number 6: 744-747.
7. 1 2  Rolf Georg Beutel & Daniela Weide (2005): Cephalic anatomy of Zorotypus hubbardi (Hexapoda: Zoraptera): new evidence for a relationship with Acercaria. Zoomorphology 124: 121–136. doi:10.1007/s00435-005-0117-z
8. ↑  Michael S. Engel: Zoraptera (Memento des Originals vom 25. Dezember 2017 im Internet Archive)  Info: Der Archivlink wurde automatisch eingesetzt und noch nicht geprüft. Bitte prüfe Original- und Archivlink gemäß Anleitung und entferne dann diesen Hinweis. In: Tree of Life Web Project, abgerufen am 23. Juli 2009.
9. ↑  Kazunori Yashizawa (2007): The Zoraptera problem : evidence for Zoraptera + Embiodea from the wing base. Systematic Entomology 32(2): 197-204.
10. ↑  Ward C. Wheeler, Michael Whiting, Quentin D. Wheeler, James M. Carpenter: The Phylogeny of the Extant Hexapod Orders. Cladistics 17, 2001; S. 113–169. (PDF).
11. ↑  Benjamin Wipfler, Harald Letsch, Paul B. Frandsen, Paschalia Kapli, Christoph Mayer, Daniela Bartel, Thomas R. Buckley, Alexander Donath, Janice S. Edgerly-Rook, Mari Fujita, Shanlin Liu, Ryuichiro Machida, Yuta Mashimo, Bernhard Misof, Oliver Niehuis, Ralph S. Peters, Malte Petersen, Lars Podsiadlowski, Kai Schütte, Shota Shimizu, Toshiki Uchifune, Jeanne Wilbrandt, Evgeny Yan, Xin Zhou, Sabrina Simon (2019): Evolutionary history of Polyneoptera and its implications for our understanding of early winged insects. PNAS Proceedings of the National Academy of Sciences USA 116 (8): 3024–3029. doi:10.1073/pnas.1817794116
12. 1 2  Zorotypus  im [Integrated Taxonomic Information System] (ITIS)
13. 1 2  Michael S. Engel & David A. Grimaldi (2002): The First Mesozoic Zoraptera (Insecta). American Museum Novitates No. 3362: 1-20.
14. ↑  Petr Kočárek, Ivona Horká, Robin Kundrata (2020): Molecular Phylogeny and Infraordinal Classification of Zoraptera (Insecta). Insects 11 (1), 51. doi:10.3390/insects11010051